# Balneário Camboriú
Pour les articles homonymes, voir Balneário.
Balneário Camboriú est une ville brésilienne du littoral de l'État de Santa Catarina.

## Généralités
Balneário Camboriú est une ville côtière pittoresque située dans l'État de Santa Catarina, dans le sud du Brésil. Célèbre pour ses magnifiques plages, ses gratte-ciel élégants de plus en plus hauts et son ambiance animée de nuit comme de jour, Balneário Camboriú est une destination touristique prisée par principalement par les habitants des pays limitrophes du sud du Brésil (Argentine, Uruguay, Paraguay) ainsi que par de nombreux Brésiliens des États voisins et São Paulo. Elle est très peu visitée par les Européens.  
La ville possède l'une des plus grandes densités d'immeubles du Brésil. Peuplée de 108 089 habitants au dernier recensement de 2010 et  139 155 habitants en 2022, soit une densité de 3077,7 habitants au kilomètre carré . Durant la haute saison, la municipalité accueille plus d'un million de personnes.  

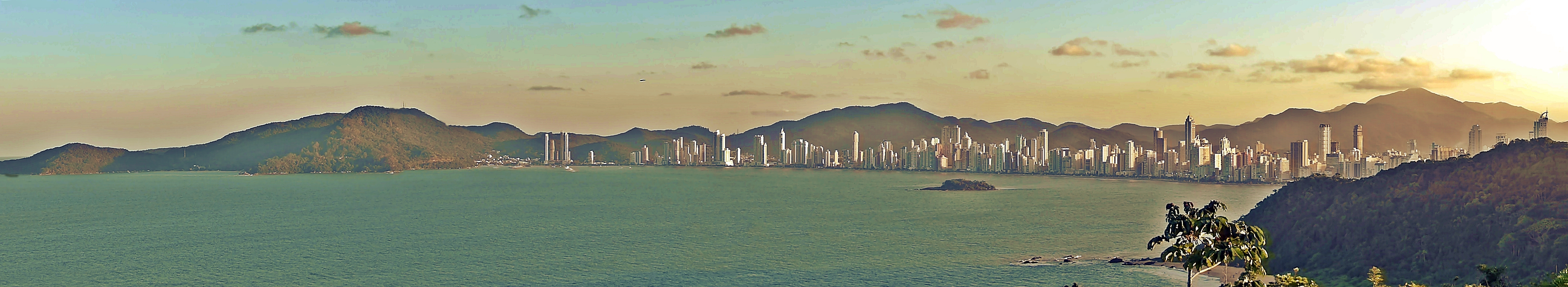
Panorama

La caractéristique la plus emblématique de la ville est sa plage principale, Praia Central, qui s'étend sur presque 7 kilomètres le long de la côte atlantique. Cette plage est bordée d'une promenade animée, connue sous le nom de "Avenida Atlântica", où se trouvent de nombreux restaurants, bars, boutiques et hôtels offrant une vue imprenable sur l'océan. Cette plage a été récemment élargie d'une bonne cinquantaine de mètres ce qui permet aux touristes de jouir de plus de place et surtout de fuir l'ombre des gratte-ciel.
Pour les amateurs de nature, le parc Unipraias est un incontournable. Ce parc propose des téléphériques qui permettent aux visiteurs de se déplacer entre différentes stations offrant une vue panoramique sur la forêt atlantique environnante et l'océan.
La "Roda Gigante" est la dernière attraction touristique construite en 2021 et située dans la partie nord de la ville. Elle permet d'avoir une belle vue de la "praia central". Elle est constituée de petites capsules climatisées qui font un tour complet de la route en une demi-heure. 
En plus de ses attraits naturels, Balneário Camboriú offre une vie nocturne animée. La ville regorge de bars, de discothèques et de clubs qui proposent une variété de divertissements, de la musique live aux soirées dansantes.

## Origine du nom
Il existe deux versions quant à l'origine du nom de « Camboriú ».
La première, populaire, explique le nom par la présence d'une courbe non loin de l'embouchure de la rivière locale (le rio Camboriú). Les habitants auraient désigné ce lieu sous le nom de « camba o rio » (« la rivière se courbe » en français), ce qui aurait donné Camboriú.
La seconde, plus probable, attribue une origine tupi au toponyme. La rivière se serait appelée « rio Camboriú » bien avant l'arrivée des européens, par agglutination de mots « cambori » et « u ».

## Géographie
Balneário Camboriú se situe par 26° 59′ 26″ de latitude sud et par 48° 38′ 05″ de longitude ouest, à une altitude de 2 mètres. Sa population était de 108 089 habitants au recensement de 2010. La municipalité couvre une superficie de 46 km2.
La ville se trouve à environ 81 km au nord de la capitale de l'État, Florianópolis. Elle fait partie de la microrégion d'Itajaí, dans la mésorégion de la Vallée du rio Itajaí.
Son climat est tempéré chaud, avec une température moyenne mensuelle évoluant de 15 °C à 30 °C pendant l'année.
L'IDH de la ville était de 0,867 en 2000 (PNUD), ce qui place la ville au 2e rang pour l'État de Santa Catarina et au 7e rang pour le Brésil des municipalités à l'IDH le plus élevé.

## Histoire
Le peuplement de la région commence en 1758 avec l'arrivée de quelques familles, venues de Porto Belo. Elles fondent une localité sous le nom de Nossa Senhora do Bonsucesso, qui prend ensuite le nom de Barra. Plus tard, d'autres familles, d'origine allemande rejoignent la localité en provenance de la vallée du rio Itajaí et de Blumenau. En 1836, un colon du nom de Thomas Francisco Garcia s'y établit, ce qui vaudra le nom de Garcia à la colonie. Dès 1930, la situation avantageuse de la localité en bord de mer lui vaut l'intérêt des vacanciers. L'année suivante, le premier hôtel y est construit. La localité, dénommée alors Praia de Camboríu accède au rang de district de Camboriú. En 1964, le district d'Arraial do Bom Successo s'émancipe de Camboriú et prend le nom de Balneário de Camboriú. En 1979, elle change de nom pour Balneário Camboriú,.

## Maires
| Période | Période | Identité          | Étiquette   | Qualité |
| ------- | ------- | ----------------- | ----------- | ------- |
| 2004    | 2008    | Rubens Spernau    | PSDB        |         |
| 2009    | 2016    | Edson Renato Dias | PMDB        |         |
| 2017    | 2024    | Fabrício Oliveira | PSB/PODEMOS |         |
| 2024    |         | Juliana Pavan     | PSD         |         |

## Économie
La principale activité de la ville est le tourisme. Son économie est aussi basée sur la construction et le commerce, liés au tourisme.

## Tourisme

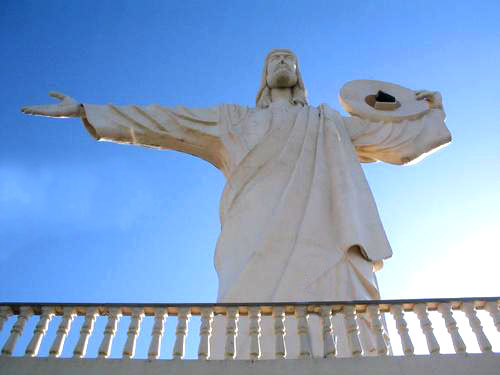
Statue du Cristo Luz

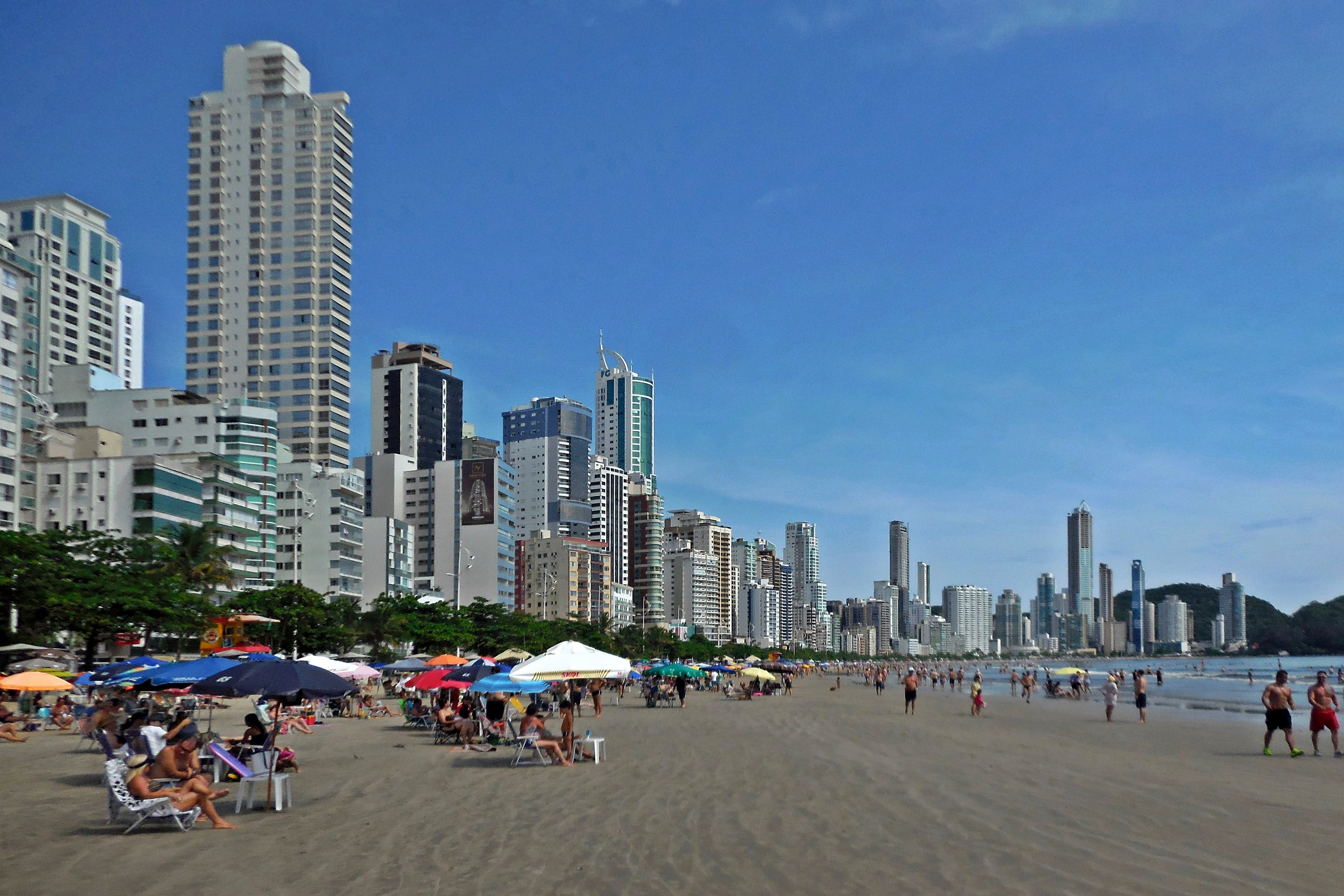
Plage Centrale.

Balneário Camboriú est l'une des principales stations balnéaires du sud du Brésil.  
Elle est connue pour ses nombreuses plages, ses richesses naturelles (avec notamment ses étendues de forêt atlantique) et sa vie nocturne.
Les neuf plages de la municipalité à partir du Nord de la ville vers le sud sont respectivement : 
La praia dos Amores à la frontière avec la Praia Brava d'Itajai, la Praia do Buraco plutôt sauvage et appréciée par la jeunesse, la ¨Praia do Canto  ou prainha la plus ombragée et bucolique avec sa végétation luxuriante et un accès direct au nord de la ville, la praia Central c'est la plage qui borde l'ensemble de la population , située le long de la zone urbaine de la municipalité et qui accueille de nombreux événements, la Praia de Laranjeiras très appréciée des touristes , la praia de Taquarinhas sans habitations et déserte, donc idéal pour ceux qui veulent être à l'écart de la foule ,  la praia de Taquaras avec quelques villas et des petits hôtels, la Praia do Pinho où se pratique le nudisme, la  Praia do Esteleiro, puis la Praia do Esteleirinho ces deux dernières plages possèdent de nombreuses villas et "pousadas".
La ville comporte également une statue monumentale du Christ, le Cristo Luz. Construit en 1997 sur le modèle du Christ Rédempteur de Rio de Janeiro, il mesure 33 mètres de hauteur et se situe sur le sommet du morro da Cruz.

## Culture et évènements
Le folklore local est principalement basé sur les traditions des colons açoriens qui ont peuplé le littoral de l'État, comme le traditionnel boi-de-mamão.
Tous les ans, la 3e semaine de juillet, la municipalité célèbre l'anniversaire de sa création.

## Enseignement supérieur
Balneário Camboriú abrite un campus de l'université de la vallée de l'Itajaí.

## Villes voisines
Balneário Camboriú est voisine des municipalités (municípios) suivantes :
- Camboriú
- Itapema
- Itajaí